# パンチャー (自転車競技)
自転車競技のロードレースにおけるパンチャー (英: Puncheur) とは、距離の短い上り坂で強力なアタック能力をもち、他の選手を引き離す選手である。
この名称が用いられ始めたのは2008年頃からであるため、これ以前の選手については他の区分に入れられている事が多い。

## 特徴
このタイプの選手は、本格的山岳ステージの距離の長い登りではクライマー、平坦の速度ではスプリンターには及ばないが、短い登りでの勝負では名前の通り「パンチ力」のあるアタックを仕掛け両者を置き去りにすることができる。クラシックやワンデイレースにしばしば見られる「丘をいくつも越えてゴール」や「短距離の激坂を登ってゴール」というコースで力を発揮する。
この他、積極的に逃げやアタックを試みる選手は「パンチャー」とされることが多い。

## 代表的な選手

### 現役選手
- マチュー・ファン・デル・プール
- トム・ピドコック
- マルク・ヒルシ
- ジョナタン・ナルバエス
- ティシュ・ベノート
- ジュリアン・アラフィリップ
- ディラン・トゥーンス
- ティム・ウェレンス
- トムス・スクインス
- マイケル・マシューズ
- 新城幸也
- エドヴァルド・ボアソン・ハーゲン

### 引退した選手
- ペテル・サガン（2023年引退）
- セプ・ファンマルク（2023年引退）
- ズデネク・シュティバル（2023年引退）
- ルイス・レオン・サンチェス（2023年引退）
- フィリップ・ジルベール（2022年引退）
- アレハンドロ・バルベルデ（2022年引退）
- フィリッポ・ポッツァート（2018年引退）
- サイモン・ゲランス（2018年引退）
- トマ・ヴォクレール（2017年引退）
- パオロ・ベッティーニ（2008年引退）